# Dakota Fanning
Dakota Fanning (født Hannah Dakota Ramona Fanning den 23. februar 1994) er en amerikansk skuespiller. Fanning er storesøster til Elle Fanning, der også er skuespiller.
Fanning fik sit gennembrud i 2001 med filmen I Am Sam. Pr. 2007 er hendes bedst kendte film War of the Worlds og Charlotte's Web. Hun har vundet talrige priser, og er den yngste person der er blevet nomineret til en Screen Actors Guild-pris.

## Filmografi
- Father Xmas (2001) – Clairee
- Tomcats (2001) – Lille pige i parken
- I Am Sam (2001) – Lucy Diamond Dawson
- Sweet Home Alabama (2002) – Unge Melanie
- Trapped (2002) – Abby Jennings
- Hansel & Gretel (2002) – Katie
- Uptown Girls (2003) – Lorraine "Ray" Schleine
- Katten i hatten (2003) – Sally
- Man on Fire (2004) – Pita
- Nine Lives (2005) – Maria
- Hide and Seek (2005) – Emily Callaway
- War of the Worlds (2005) – Rachel Ferrier
- Dreamer (2005) – Cale Crane
- Charlottes tryllespind (2006) – Fern
- Hounddog (2007) – Lewellen
- Cutlass (2007) – Lacy
- Winged Creatures (2008) – Anne Hagen
- Biernes hemmelige liv (2009) – Lily Owens
- Push (2009) – Cassie Holmes
- Coraline og den hemmelige dør (2009) – Coraline Jones
- The Twilight Saga: New Moon (2010) – Jane
- The Twilight Saga: Eclipse (2010) – Jane
- The Runaways (2010) – Cherie Currie
- The Twilight Saga: Breaking Dawn - Part 2 (2012) - Jane
- Once Upon a time in Hollywood (2019)

### Tv-serie
- Skadestuen, afsnit 133 (2000) – Delia Chadsey
- Ally, afsnit 57 (2000) – 5 årige Ally
- Strong Medicin, afsnit 3 (2000) – Edies pige
- CSI: Crime Scene Investigation, afsnit 7 (2000) – Brenda Collins
- The Practice, afsnit 88 (2000) – Alessa Engel
- Spin City, afsnit 110 (2000) – Cindy
- Malcolm in the Middle, afsnit 29 (2001) – Emily
- The Fighting Fitzgeralds, afsnit 1 (2001) – Marie
- The Ellen Show, afsnit 9 (2001) – Unge Ellen
- Taken (2002) – Allie Keys
- Venner, afsnit 231 (2004) – Mackenzie
- The Alienist, afsnit 1-10 (2018) - Sara Howard

### Tegnefilm og tegnefilm-serier
- Family Guy, afsnit 40 (2001) – Lille pige
- Kim Possible: A Sitch in Time ( – Kim i underskole
- Lovens vogtere, afsnit 55 (2004) – Unge Wonder Women
- Lilo & Stitch 2 (2005) – Lilo